# Tonalit

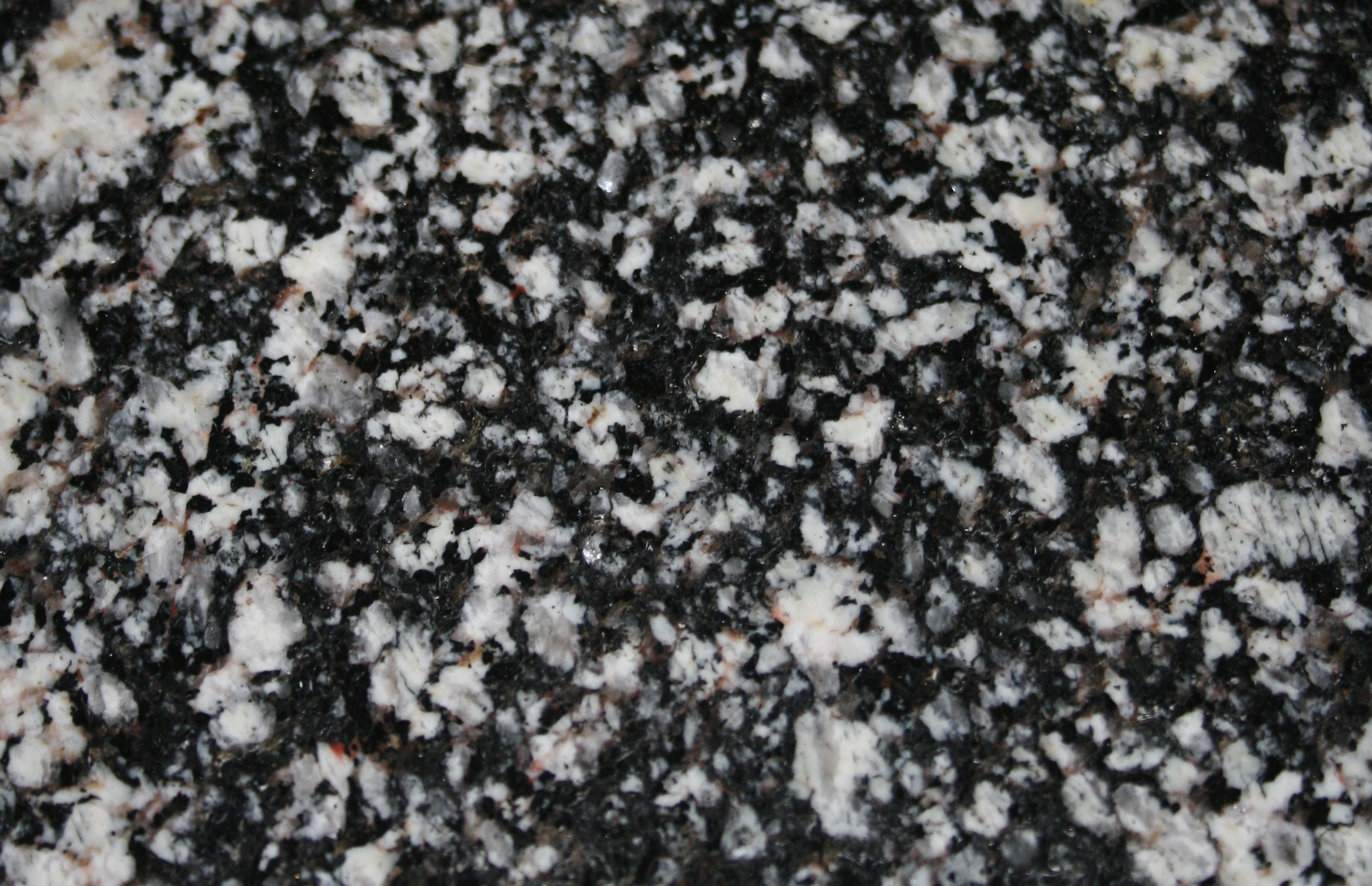
Gailbach-Tonalit aus Gailbach in Bayern

Tonalit-Gesteine im Streckeisendiagramm

Tonalit ist ein magmatisches Gestein (Plutonit) mit einer Zusammensetzung zwischen der des Granits und des Diorits. Geochemisch entspricht er dem Quarzandesit, dessen plutonisches Äquivalent er ist.

## Mineralbestand und Gesteinsbeschreibung
Tonalite sind meist grau bis helldunkel. Dies hängt von der Anzahl der hellen bzw. dunklen Minerale im Gestein ab. Der Tonalit ist jedoch deutlich basischer als der Granit und enthält keinen Alkalifeldspat. Tonalite enthalten Quarz, Plagioklas, Hornblende, Biotit und selten Augit. Sie sind mittel- bis grobkörnig. Akzessorisch enthalten sie Orthit, Apatit, Zirkon, Titanit und Magnetit.

## Entstehung
Tonalite treten in intrusiven Magmen in Batholithen neben Granit und Granodiorit auf. Sie können durch Anatexis, durch Wiederaufschmelzen, ebenso entstehen.

## Namensgebung und Vorkommen
Der Name des Gesteins geht auf den Tonalepass im nordwestlichen Italien zurück und wurde nach dieser Typlokalität durch Gerhard vom Rath 1864 in die Gesteinskunde eingebracht. Er liegt an der Periadriatischen Naht (auch Insubrische Linie, einer für Südeuropa wichtigen geologischen Störungslinie). Es handelt sich um einen leukokraten (hellen) Tonalit mit reichlich Biotit, der im Ostteil des  Adamellomassivs vorkommt und auf eine gewaltige Intrusion der Tertiärzeit zurückgeht.
Tonalite bilden sich an Subduktionszonen und im bedeutsamen Maßstab an der Pazifikküste Amerikas, aber auch im Süden von Norwegen. In Deutschland gibt es wenige Vorkommen: Im Fichtelgebirge gibt es ein Vorkommen von Tonaliten, den sogenannten Redwitziten aus Seußen und Wölsau bei Marktredwitz. Ferner befindet sich Tonalit-Vorkommen im Märkerwald bei Groß-Bieberau und im Bayerischen Wald.

## Verwendung
Verwendung finden Tonalite im Massivbau, als Mauerstein, Fassadenplatten, Fußboden- und Treppenbeläge und im Straßenbau als Schotter und Straßenbelag. Bevorzugt wurde dieser Naturstein in Deutschland in den 1950/1960er Jahren als Grabstein verwendet. Tonalite sind polierfähig und frostbeständig.

## Natursteinsorte
- Verde Mergozzo (Italien, Baveno)
- Adamellit (Italien, Adamellomassiv)